# العلاقات اللبنانية الفرنسية
العلاقات الفرنسية اللبنانية هي العلاقات الدولية بين الجمهورية اللبنانية والجمهورية الفرنسية حيث تتمتع فرنسا القوة الاستعمارية السابقة بعلاقات ودية مع لبنان وغالباً ما قدمت الدعم للبنانيين،  ويتم استخدام اللغة الفرنسية على نطاق واسع بطلاقة في جميع أنحاء لبنان ويتم تدريسها وكذلك استخدامها كوسيلة للتعليم في العديد من المدارس اللبنانية. كلتا الدولتين عضوان في الفرنكوفونية.

## التاريخ

### الاستعمار الفرنسي

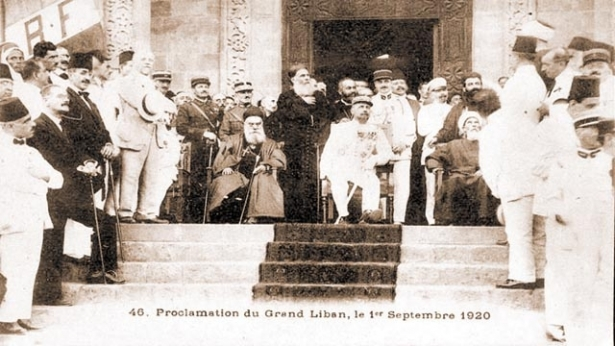
قائد الجيش الفرنسي في بلاد الشام، الجنرال هنري غورو، الذي حضر إعلان دولة لبنان الكبير في بيروت، مع المفتي الأكبر لبيروت الشيخ مصطفى نجا، وعلى يمينه البطريرك الماروني إلياس بيتر حويك ؛ سبتمبر 1920.

في عام 1920، بعد نهاية الحرب العالمية الأولى بفترة وجيزة، طلبت عصبة الأمم أن تدار لبنان من قبل فرنسا بعد تقسيم الإمبراطورية العثمانية، وأصبح لبنان جزءًا من الانتداب الفرنسي لسوريا ولبنان وتم إدارته من دمشق وجزءًا من الإمبراطورية الاستعمارية الفرنسية،  ومن نوفمبر 1929 إلى نوفمبر 1931 تم تعيين شارل ديغول في هيئة الأركان العامة لقوات بلاد الشام في بيروت.
وفي البداية خلال الحرب العالمية الثانية، كانت لبنان تحت إدارة فيشي فرانس، وبحلول 1942 أصبحت المنطقة تحت حكم فرنسا الحرة، وفي أغسطس من نفس العام عاد الجنرال ديغول إلى لبنان لمقابلة القوات البريطانية المحتلة التي دخلت الأراضي لمنع التقدم الألماني في بلاد الشام. وفي مارس 1943 وزعت فرنسا مقاعد في البرلمان اللبناني بنسبة ستة إلى خمسة لصالح المسيحيين. وتم توسيع هذا لاحقًا ليشمل المكاتب العامة الأخرى. وكان يجب أن يكون الرئيس مسيحيًا مارونيًا ورئيس الوزراء مسلمًا سنيًا ورئيس مجلس النواب مسلمًا شيعيًا. وفي يناير 1944 وافقت فرنسا على نقل السلطة إلى الحكومة اللبنانية وبالتالي منح الإقليم الاستقلال.

### الحرب الأهلية اللبنانية
خلال الحرب الأهلية اللبنانية كانت فرنسا عضوًا نشطًا في إنشاء قوة الأمم المتحدة المؤقتة في لبنان وصوتت لصالح العديد من قرارات الأمم المتحدة بشأن لبنان مثل القرار 501 والقرار 508 والقرار 511 والقرار 511 والقرار 594 والقرار 599، وكانت فرنسا أيضًا عضوًا في القوة المتعددة الجنسيات في لبنان وفي 1982 خلال عملية إيبولارد 1 تم إرسال القوات المسلحة الفرنسية والمظليين إلى الأجزاء الساحلية من بيروت الغربية والميناء البحري لضمان السلام في تلك المناطق. وخلال الفترة من 1982 إلى 1984 كلفت فرنسا بتدريب القوات المسلحة اللبنانية. وخلال تلك الفترة نفسها فقدت فرنسا أكثر من 89 جنديًا من بينهم 58 من قوات المظليين قتلوا في تفجيرات بيروت عام 1983.

### ما بعد الحرب الأهلية

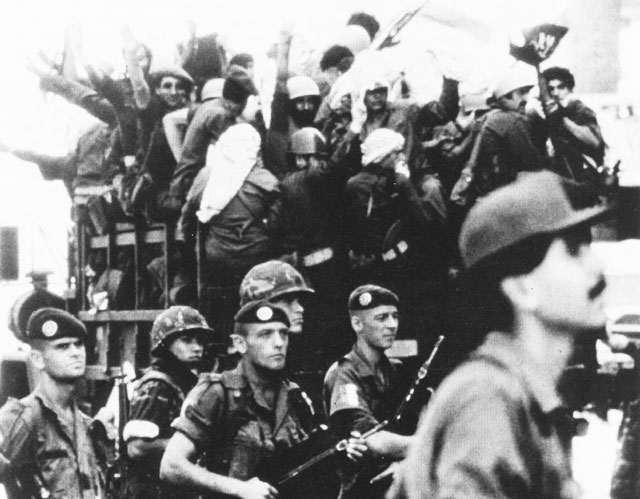
فيلق الحرس الفرنسي أثناء إخلاء منظمة التحرير الفلسطينية من بيروت عام 1982.

## الهجرة
منذ الانتداب الفرنسي على لبنان هاجر عدة آلاف من اللبنانيين إلى فرنسا وكان معظم اللبنانيين الذين هاجروا إلى فرنسا مسيحيين لكن حالياً معظم المهاجرون مسلمون،  ويهاجر اللبنانيون بسبب التوتر الديني في البلاد والحروب الأهلية والغزو من إسرائيل.
يوجد أكثر من 150,000 شخص من أصل لبناني يقيمون حاليًا في فرنسا اليوم.

## وسائل النقل
هناك رحلات مباشرة بين فرنسا ولبنان مع شركات الطيران التالية: أيجل أزور، إير فرانس، طيران الشرق الأوسط وترانسافيا فرانس

## التجارة

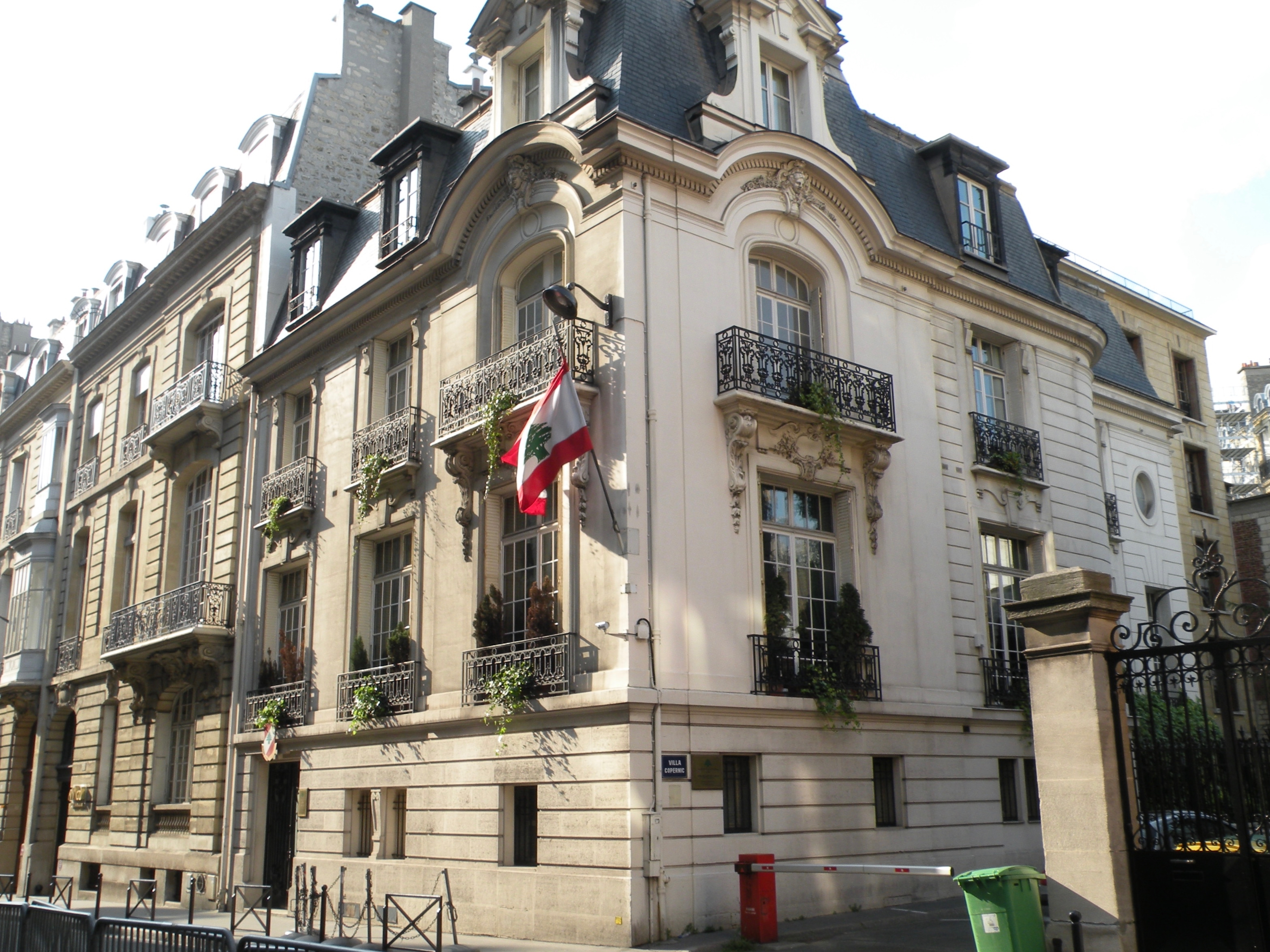
سفارة لبنان في باريس

في عام 2016 بلغ إجمالي التجارة بين فرنسا ولبنان 934 مليون يورو،  حيث تعد فرنسا واحدة من الشركاء التجاريين الرئيسيين للبنان وتصدر أكثر من 4500 شركة فرنسية إلى لبنان،  وفي عام 2015 بلغ إجمالي الاستثمارات الفرنسية المباشرة في لبنان 534 مليون يورو،  حيث تعمل ما يقرب من مائة شركة فرنسية في لبنان في قطاعات مختلفة مثل قطاعات الزراعة والاتصالات وتجارة التجزئة وصناعة البترول والخدمات المالية.

## البعثات الدبلوماسية المقيمة
- فرنسا لديها سفارة في بيروت.[11]
- لبنان لديه سفارة في باريس وقنصلية عامة في مرسيليا.[12]

## قائمة المراجع
- مارك بارونيت، العلاقات الفرنسية - الفرنسية، 1997، نشر في عام 2008 من قبل Lulu.com (ردمك 978-1-84799-670-1)

## وصلات خارجية
- (بالعربية) (بالفرنسية) العلاقات الفرنسية اللبنانية في وزارة الشؤون الخارجية والمهاجرين
- (بالفرنسية) Page sur le Liban sur le site FRANCE diplomatie
- (بالإنجليزية) تاريخ فرنسا لبنان